# ペットフード協会
一般社団法人ペットフード協会（ペットフードきょうかい、英: JAPAN PET FOOD ASSOCIATION.）は、ペットフードメーカーにより組織された業界団体。2009年4月に従前の任意団体のペットフード工業会から一般社団法人のペットフード協会に改組された。

## 概要
- 事務局 - 〒101-0041 東京都千代田区神田須田町2-3-16
- 会員 - 84社（正会員55社、賛助会員29社　2019年5月1日現在）
- 会長 - 児玉 博充（ユニ・チャーム株式会社 顧問）
- 活動内容 - ペットフードの品質向上、ペットの飼育に関する啓蒙、犬猫飼育率などの統計調査の実施、他の団体・省庁との折衝や協調に関する活動を行う。

## 沿革
- 1969年10月 - 日本ドッグフード工業会設立。
- 1975年 - 日本ペットフード工業会に名称変更。農林水産省の諮問に応じ、関税問題に関する業界の意見のとりまとめを行った。
- 1983年 - ペットフード工業会に改組。
- 1987年 - 2月22日を猫の日、11月1日を犬の日と制定。
- 2009年4月 - 一般社団法人ペットフード協会に改組。